# Europarlamentari della IX legislatura
Gli europarlamentari della IX legislatura, eletti in occasione delle elezioni europee del 2019, sono i seguenti.

## Composizione storica
| Europarlamentare                     | Stato       | Lista                                                                          | Gruppo    |
| ------------------------------------ | ----------- | ------------------------------------------------------------------------------ | --------- |
| Magdalena Adamowicz                  | Polonia     | Coalizione Europea (Indipendente)                                              | PPE       |
| Asim Ademov                          | Bulgaria    | Cittadini per lo Sviluppo Europeo della Bulgaria                               | PPE       |
| Isabella Adinolfi                    | Italia      | Movimento 5 Stelle                                                             | NI        |
| Matteo Adinolfi                      | Italia      | Lega                                                                           | ID        |
| Alex Agius Saliba                    | Malta       | Partito Laburista                                                              | S&D       |
| Mazaly Aguilar                       | Spagna      | Vox                                                                            | ECR       |
| Clara Aguilera                       | Spagna      | Partito Socialista Operaio Spagnolo                                            | S&D       |
| Scott Ainslie                        | Regno Unito | Partito Verde di Inghilterra e Galles                                          | Verdi/ALE |
| Alexander Alexandrov Yordanov        | Bulgaria    | Cittadini per lo Sviluppo Europeo della Bulgaria (SDS)                         | PPE       |
| François Alfonsi                     | Francia     | Europe Écologie (Regioni e Popoli Solidali)                                    | Verdi/ALE |
| Christian Allard                     | Regno Unito | Partito Nazionale Scozzese                                                     | Verdi/ALE |
| Atidzhe Alieva-Veli                  | Bulgaria    | Movimento per i Diritti e le Libertà                                           | RE        |
| Abir Al-Sahlani                      | Svezia      | Partito di Centro                                                              | RE        |
| Álvaro Amaro                         | Portogallo  | Partito Social Democratico                                                     | PPE       |
| Andris Ameriks                       | Lettonia    | Partito Socialdemocratico "Armonia" (Gods kalpot Rīgai)                        | S&D       |
| Christine Anderson                   | Germania    | Alternativa per la Germania                                                    | ID        |
| Martina Anderson                     | Regno Unito | Sinn Féin                                                                      | GUE/NGL   |
| Rasmus Andresen                      | Germania    | Alleanza 90/I Verdi                                                            | Verdi/ALE |
| Éric Andrieu                         | Francia     | Envie d'Europe écologique et sociale (Partito Socialista)                      | S&D       |
| Mathilde Androuët                    | Francia     | Rassemblement National                                                         | ID        |
| Nikos Androulakis                    | Grecia      | Movimento per il Cambiamento (Movimento Socialista Panellenico)                | S&D       |
| Gerolf Annemans                      | Belgio      | Vlaams Belang                                                                  | ID        |
| Andrus Ansip                         | Estonia     | Partito Riformatore Estone                                                     | RE        |
| Attila Ara-Kovács                    | Ungheria    | Coalizione Democratica                                                         | S&D       |
| Maria Arena                          | Belgio      | Partito Socialista                                                             | S&D       |
| Pablo Arias Echeverría               | Spagna      | Partito Popolare                                                               | PPE       |
| Pascal Arimont                       | Belgio      | Partito Cristiano Sociale                                                      | PPE       |
| Bartosz Arłukowicz                   | Polonia     | Coalizione Europea (Piattaforma Civica)                                        | PPE       |
| Clotilde Armand                      | Romania     | Alleanza 2020 USR PLUS (Unione Salvate la Romania)                             | RE        |
| Konstantinos Arvanitis               | Grecia      | Coalizione della Sinistra Radicale                                             | GUE/NGL   |
| Anna-Michelle Asimakopoulou          | Grecia      | Nuova Democrazia                                                               | PPE       |
| Manon Aubry                          | Francia     | La France Insoumise                                                            | GUE/NGL   |
| Margrete Auken                       | Danimarca   | Partito Popolare Socialista                                                    | Verdi/ALE |
| Petras Auštrevičius                  | Lituania    | Movimento dei Liberali della Repubblica di Lituania                            | RE        |
| Carmen Avram                         | Romania     | Partito Social Democratico                                                     | S&D       |
| Malik Azmani                         | Paesi Bassi | Partito Popolare per la Libertà e la Democrazia                                | RE        |
| Simona Baldassarre                   | Italia      | Lega                                                                           | ID        |
| Marek Paweł Balt                     | Polonia     | Coalizione Europea (Alleanza della Sinistra Democratica)                       | S&D       |
| Jordan Bardella                      | Francia     | Rassemblement National                                                         | ID        |
| Katarina Barley                      | Germania    | Partito Socialdemocratico di Germania                                          | S&D       |
| Pernando Barrena Arza                | Spagna      | Ahora Repúblicas (Euskal Herria Bildu)                                         | GUE/NGL   |
| Pietro Bartolo                       | Italia      | Partito Democratico (Democrazia Solidale)                                      | S&D       |
| Traian Băsescu                       | Romania     | Partito del Movimento Popolare                                                 | PPE       |
| Alessandra Basso                     | Italia      | Lega                                                                           | ID        |
| José Ramón Bauzá Díaz                | Spagna      | Ciudadanos                                                                     | RE        |
| Nicolas Bay                          | Francia     | Rassemblement National                                                         | ID        |
| Catherine Bearder                    | Regno Unito | Liberal Democratici                                                            | RE        |
| Gunnar Beck                          | Germania    | Alternativa per la Germania                                                    | ID        |
| Nicola Beer                          | Germania    | Partito Liberale Democratico                                                   | RE        |
| Tiziana Beghin                       | Italia      | Movimento 5 Stelle                                                             | NI        |
| Aurelia Beigneux                     | Francia     | Rassemblement National                                                         | ID        |
| Marek Belka                          | Polonia     | Coalizione Europea (Alleanza della Sinistra Democratica)                       | S&D       |
| François-Xavier Bellamy              | Francia     | Union de la droite et du centre (I Repubblicani)                               | PPE       |
| Adrian-Dragoş Benea                  | Romania     | Partito Social Democratico                                                     | S&D       |
| Brando Benifei                       | Italia      | Partito Democratico                                                            | S&D       |
| Isabel Benjumea Benjumea             | Spagna      | Partito Popolare                                                               | PPE       |
| Phil Bennion                         | Regno Unito | Liberal Democratici                                                            | RE        |
| Monika Beňová                        | Slovacchia  | Direzione - Socialdemocrazia                                                   | S&D       |
| Hildegard Bentele                    | Germania    | Unione Cristiano-Democratica di Germania                                       | PPE       |
| Tom Berendsen                        | Paesi Bassi | Appello Cristiano Democratico                                                  | PPE       |
| Lars Patrick Berg                    | Germania    | Alternativa per la Germania                                                    | ID        |
| Stefan Berger                        | Germania    | Unione Cristiano-Democratica di Germania                                       | PPE       |
| Erik Bergkvist                       | Svezia      | Partito Socialdemocratico dei Lavoratori di Svezia                             | S&D       |
| Silvio Berlusconi                    | Italia      | Forza Italia                                                                   | PPE       |
| Alexander Bernhuber                  | Austria     | Partito Popolare Austriaco                                                     | PPE       |
| Robert Biedroń                       | Polonia     | Primavera                                                                      | S&D       |
| Adam Bielan                          | Polonia     | Diritto e Giustizia (Accordo)                                                  | ECR       |
| Stéphane Bijoux                      | Francia     | Renaissance (La République En Marche)                                          | RE        |
| Izaskun Bilbao Barandica             | Spagna      | Coalizione per un'Europa Solidale (Partito Nazionalista Basco)                 | RE        |
| Vladimír Bilčík                      | Slovacchia  | PS - SPOLU (Insieme – Democrazia Civica)                                       | PPE       |
| Dominique Bilde                      | Francia     | Rassemblement National                                                         | ID        |
| Gabriele Bischoff                    | Germania    | Partito Socialdemocratico di Germania                                          | S&D       |
| Benoît Biteau                        | Francia     | Europe Écologie (Europa Ecologia I Verdi)                                      | Verdi/ALE |
| Mara Bizzotto                        | Italia      | Lega                                                                           | ID        |
| Malin Björk                          | Svezia      | Partito della Sinistra                                                         | GUE/NGL   |
| Vasile Blaga                         | Romania     | Partito Nazionale Liberale                                                     | PPE       |
| Hynek Blaško                         | Rep. Ceca   | Libertà e Democrazia Diretta                                                   | ID        |
| Vilija Blinkevičiūtė                 | Lituania    | Partito Socialdemocratico di Lituania                                          | S&D       |
| Michael Bloss                        | Germania    | Alleanza 90/I Verdi                                                            | Verdi/ALE |
| Andrea Bocskor                       | Ungheria    | Fidesz - Unione Civica Ungherese                                               | PPE       |
| Damian Boeselager                    | Germania    | Volt                                                                           | Verdi/ALE |
| Ioan-Rareş Bogdan                    | Romania     | Partito Nazionale Liberale                                                     | PPE       |
| Franc Bogovič                        | Slovenia    | Partito Popolare Sloveno                                                       | PPE       |
| Manuel Bompard                       | Francia     | La France Insoumise                                                            | GUE/NGL   |
| Simona Bonafè                        | Italia      | Partito Democratico                                                            | S&D       |
| Anna Bonfrisco                       | Italia      | Lega                                                                           | ID        |
| Paolo Borchia                        | Italia      | Lega                                                                           | ID        |
| Biljana Borzan                       | Croazia     | Partito Socialdemocratico di Croazia                                           | S&D       |
| Marc Botenga                         | Belgio      | Partito del Lavoro del Belgio                                                  | GUE/NGL   |
| Vlad-Marius Botoş                    | Romania     | Alleanza 2020 USR PLUS (Unione Salvate la Romania)                             | RE        |
| Geert Bourgeois                      | Belgio      | Nuova Alleanza Fiamminga                                                       | ECR       |
| Gilles Boyer                         | Francia     | Renaissance (Indipendente)                                                     | RE        |
| Patrick Breyer                       | Germania    | Partito Pirata                                                                 | Verdi/ALE |
| Milan Brglez                         | Slovenia    | Socialdemocratici                                                              | S&D       |
| Saskia Bricmont                      | Belgio      | Ecolo                                                                          | Verdi/ALE |
| Jane Brophy                          | Regno Unito | Liberal Democratici                                                            | RE        |
| Joachim Stanisław Brudziński         | Polonia     | Diritto e Giustizia                                                            | ECR       |
| Annika Bruna                         | Francia     | Rassemblement National                                                         | ID        |
| Sylvie Brunet                        | Francia     | Renaissance (Movimento Democratico)                                            | RE        |
| Markus Buchheit                      | Germania    | Alternativa per la Germania                                                    | ID        |
| Klaus Buchner                        | Germania    | Partito Ecologico-Democratico                                                  | Verdi/ALE |
| Daniel Buda                          | Romania     | Partito Nazionale Liberale                                                     | PPE       |
| David Bull                           | Regno Unito | Brexit Party                                                                   | NI        |
| Udo Bullmann                         | Germania    | Partito Socialdemocratico di Germania                                          | S&D       |
| Jonathan Bullock                     | Regno Unito | Brexit Party                                                                   | NI        |
| Judith Bunting                       | Regno Unito | Liberal Democratici                                                            | RE        |
| Delara Burkhardt                     | Germania    | Partito Socialdemocratico di Germania                                          | S&D       |
| Martin Buschmann                     | Germania    | Partito per l'Umanità, l'Ambiente e la Protezione degli Animali                | GUE/NGL   |
| Cristian-Silviu Buşoi                | Romania     | Partito Nazionale Liberale                                                     | PPE       |
| Reinhard Bütikofer                   | Germania    | Alleanza 90/I Verdi                                                            | Verdi/ALE |
| Jorge Buxadé Villalba                | Spagna      | Vox                                                                            | ECR       |
| Jerzy Buzek                          | Polonia     | Coalizione Europea (Piattaforma Civica)                                        | PPE       |
| Carlo Calenda                        | Italia      | Partito Democratico (Siamo Europei)                                            | S&D       |
| Marco Campomenosi                    | Italia      | Lega                                                                           | ID        |
| Jordi Cañas                          | Spagna      | Ciudadanos                                                                     | RE        |
| Pascal Canfin                        | Francia     | Renaissance                                                                    | RE        |
| Damien Carême                        | Francia     | Europe Écologie (Europa Ecologia I Verdi)                                      | Verdi/ALE |
| Andrea Caroppo                       | Italia      | Lega                                                                           | ID        |
| Matt Carthy                          | Irlanda     | Sinn Féin                                                                      | GUE/NGL   |
| Maria Da Graça Carvalho              | Portogallo  | Partito Social Democratico                                                     | PPE       |
| David Casa                           | Malta       | Partito Nazionalista                                                           | PPE       |
| Massimo Casanova                     | Italia      | Lega                                                                           | ID        |
| Daniel Caspary                       | Germania    | Unione Cristiano-Democratica di Germania                                       | PPE       |
| Fabio Massimo Castaldo               | Italia      | Movimento 5 Stelle                                                             | NI        |
| Pilar Del Castillo Vera              | Spagna      | Partito Popolare                                                               | PPE       |
| Anna Cavazzini                       | Germania    | Alleanza 90/I Verdi                                                            | Verdi/ALE |
| Susanna Ceccardi                     | Italia      | Lega                                                                           | ID        |
| Sara Cerdas                          | Portogallo  | Partito Socialista                                                             | S&D       |
| Catherine Chabaud                    | Francia     | Renaissance (Movimento Democratico)                                            | RE        |
| Mohammed Chahim                      | Paesi Bassi | Partito del Lavoro                                                             | S&D       |
| Leila Chaibi                         | Francia     | La France Insoumise                                                            | GUE/NGL   |
| Dita Charanzová                      | Rep. Ceca   | ANO 2011                                                                       | RE        |
| Olivier Chastel                      | Belgio      | Movimento Riformatore                                                          | RE        |
| Caterina Chinnici                    | Italia      | Partito Democratico                                                            | S&D       |
| Ellie Chowns                         | Regno Unito | Partito Verde di Inghilterra e Galles                                          | Verdi/ALE |
| Asger Christensen                    | Danimarca   | Venstre                                                                        | RE        |
| Lefteris Christoforou                | Cipro       | Raggruppamento Democratico                                                     | PPE       |
| Włodzimierz Cimoszewicz              | Polonia     | Coalizione Europea (Alleanza della Sinistra Democratica)                       | S&D       |
| Angelo Ciocca                        | Italia      | Lega                                                                           | ID        |
| Dacian Cioloş                        | Romania     | Alleanza 2020 USR PLUS (Partito della Libertà, dell'Unità e della Solidarietà) | RE        |
| Tudor Ciuhodaru                      | Romania     | Partito Social Democratico                                                     | S&D       |
| Miroslav Číž                         | Slovacchia  | Direzione - Socialdemocrazia                                                   | S&D       |
| Nathalie Colin-Oesterlé              | Francia     | Union de la droite et du centre (I Centristi)                                  | PPE       |
| Gilbert Collard                      | Francia     | Rassemblement National                                                         | ID        |
| Antoni Comín                         | Spagna      | Junts per Catalunya                                                            | NI        |
| Rosanna Conte                        | Italia      | Lega                                                                           | ID        |
| Richard Corbett                      | Regno Unito | Partito Laburista                                                              | S&D       |
| David Cormand                        | Francia     | Europe Écologie (Europa Ecologia I Verdi)                                      | Verdi/ALE |
| Ignazio Corrao                       | Italia      | Movimento 5 Stelle                                                             | NI        |
| Andrea Cozzolino                     | Italia      | Partito Democratico                                                            | S&D       |
| Corina Crețu                         | Romania     | PRO Romania                                                                    | S&D       |
| Katalin Cseh                         | Ungheria    | Movimento Momentum                                                             | RE        |
| Ciarán Cuffe                         | Irlanda     | Partito Verde                                                                  | Verdi/ALE |
| Josianne Cutajar                     | Malta       | Partito Laburista                                                              | S&D       |
| Ryszard Czarnecki                    | Polonia     | Diritto e Giustizia                                                            | ECR       |
| Peter Van Dalen                      | Paesi Bassi | Unione Cristiana                                                               | PPE       |
| Miriam Dalli                         | Malta       | Partito Laburista                                                              | S&D       |
| Clare Daly                           | Irlanda     | Indipendente                                                                   | GUE/NGL   |
| Rosa D'Amato                         | Italia      | Movimento 5 Stelle                                                             | NI        |
| Seb Dance                            | Regno Unito | Partito Laburista                                                              | S&D       |
| Johan Danielsson                     | Svezia      | Partito Socialdemocratico dei Lavoratori di Svezia                             | S&D       |
| Arnaud Danjean                       | Francia     | Union de la droite et du centre (I Repubblicani)                               | PPE       |
| Gianantonio Da Re                    | Italia      | Lega                                                                           | ID        |
| Martin Edward Daubney                | Regno Unito | Brexit Party                                                                   | NI        |
| Ivan David                           | Rep. Ceca   | Libertà e Democrazia Diretta                                                   | ID        |
| Chris Davies                         | Regno Unito | Liberal Democratici                                                            | RE        |
| Paolo De Castro                      | Italia      | Partito Democratico                                                            | S&D       |
| Jérémy Decerle                       | Francia     | Renaissance                                                                    | RE        |
| Gwendoline Delbos-Corfield           | Francia     | Europe Écologie (Europa Ecologia I Verdi)                                      | Verdi/ALE |
| Andor Deli                           | Ungheria    | Fidesz - Unione Civica Ungherese                                               | PPE       |
| Karima Delli                         | Francia     | Europe Écologie (Europa Ecologia I Verdi)                                      | Verdi/ALE |
| Belinda de Lucy                      | Regno Unito | Brexit Party                                                                   | NI        |
| Filip De Man                         | Belgio      | Vlaams Belang                                                                  | ID        |
| Özlem Demirel                        | Germania    | La Sinistra                                                                    | GUE/NGL   |
| Anna Deparnay-Grunenberg             | Germania    | Alleanza 90/I Verdi                                                            | Verdi/ALE |
| Petra De Sutter                      | Belgio      | Verdi                                                                          | Verdi/ALE |
| Tamás Deutsch                        | Ungheria    | Fidesz - Unione Civica Ungherese                                               | PPE       |
| Dinesh Dhamija                       | Regno Unito | Liberal Democratici                                                            | RE        |
| Geoffroy Didier                      | Francia     | Union de la droite et du centre (I Repubblicani)                               | PPE       |
| André Jorge Dionísio Bradford        | Portogallo  | Partito Socialista                                                             | S&D       |
| Martina Dlabajová                    | Rep. Ceca   | ANO 2011                                                                       | RE        |
| Klára Dobrev                         | Ungheria    | Coalizione Democratica                                                         | S&D       |
| Diane Dodds                          | Regno Unito | Partito Unionista Democratico                                                  | NI        |
| Christian Doleschal                  | Germania    | Unione Cristiano-Sociale in Baviera                                            | PPE       |
| Anna Júlia Donáth                    | Ungheria    | Movimento Momentum                                                             | RE        |
| Francesca Donato                     | Italia      | Lega                                                                           | ID        |
| Herbert Dorfmann                     | Italia      | Südtiroler Volkspartei                                                         | PPE       |
| Gina Dowding                         | Regno Unito | Partito Verde di Inghilterra e Galles                                          | Verdi/ALE |
| Marco Dreosto                        | Italia      | Lega                                                                           | ID        |
| Jarosław Duda                        | Polonia     | Coalizione Europea (Piattaforma Civica)                                        | PPE       |
| Lena Düpont                          | Germania    | Unione Cristiano-Democratica di Germania                                       | PPE       |
| Estrella Durá Ferrandis              | Spagna      | Partito Socialista Operaio Spagnolo                                            | S&D       |
| Pascal Durand                        | Francia     | Renaissance                                                                    | RE        |
| Lucia Ďuriš Nicholsonová             | Slovacchia  | Libertà e Solidarietà                                                          | ECR       |
| Angel Dzhambazki                     | Bulgaria    | Movimento Nazionale Bulgaro                                                    | ECR       |
| Karoline Edtstadler                  | Austria     | Partito Popolare Austriaco                                                     | PPE       |
| Christian Ehler                      | Germania    | Unione Cristiano-Democratica di Germania                                       | PPE       |
| Bas Eickhout                         | Paesi Bassi | Sinistra Verde                                                                 | Verdi/ALE |
| Andrew England Kerr                  | Regno Unito | Brexit Party                                                                   | NI        |
| Derk Jan Eppink                      | Paesi Bassi | Forum per la Democrazia                                                        | ECR       |
| Cornelia Ernst                       | Germania    | La Sinistra                                                                    | GUE/NGL   |
| Engin Eroglu                         | Germania    | Liberi Elettori                                                                | RE        |
| Ismail Ertug                         | Germania    | Partito Socialdemocratico di Germania                                          | S&D       |
| Rosa Estaràs Ferragut                | Spagna      | Partito Popolare                                                               | PPE       |
| Jill Evans                           | Regno Unito | Plaid Cymru                                                                    | Verdi/ALE |
| Eleonora Evi                         | Italia      | Movimento 5 Stelle                                                             | NI        |
| Agnès Evren                          | Francia     | Union de la droite et du centre (I Repubblicani)                               | PPE       |
| Tanja Fajon                          | Slovenia    | Socialdemocratici                                                              | S&D       |
| Gheorghe Falcă                       | Romania     | Partito Nazionale Liberale                                                     | PPE       |
| Nigel Farage                         | Regno Unito | Brexit Party                                                                   | NI        |
| Laurence Farreng                     | Francia     | Renaissance (Movimento Democratico)                                            | RE        |
| Fredrick Federley                    | Svezia      | Partito di Centro                                                              | RE        |
| Markus Ferber                        | Germania    | Unione Cristiano-Sociale in Baviera                                            | PPE       |
| José Manuel Fernandes                | Portogallo  | Partito Social Democratico                                                     | PPE       |
| Jonás Fernández                      | Spagna      | Partito Socialista Operaio Spagnolo                                            | S&D       |
| Giuseppe Ferrandino                  | Italia      | Partito Democratico                                                            | S&D       |
| Laura Ferrara                        | Italia      | Movimento 5 Stelle                                                             | NI        |
| João Ferreira                        | Portogallo  | Coalizione Democratica Unitaria (Partito Comunista Portoghese)                 | GUE/NGL   |
| Nicolaus Fest                        | Germania    | Alternativa per la Germania                                                    | ID        |
| Carlo Fidanza                        | Italia      | Fratelli d'Italia                                                              | ECR       |
| Pietro Fiocchi                       | Italia      | Fratelli d'Italia                                                              | ECR       |
| Raffaele Fitto                       | Italia      | Fratelli d'Italia                                                              | ECR       |
| Frances Fitzgerald                   | Irlanda     | Fine Gael                                                                      | PPE       |
| Luke Ming Flanagan                   | Irlanda     | Indipendente                                                                   | GUE/NGL   |
| Valter Flego                         | Croazia     | Coalizione Amsterdam (Dieta Democratica Istriana)                              | RE        |
| Lance Forman                         | Regno Unito | Brexit Party                                                                   | NI        |
| Anna Fotyga                          | Polonia     | Diritto e Giustizia                                                            | ECR       |
| Claire Fox                           | Regno Unito | Brexit Party                                                                   | NI        |
| Loucas Fourlas                       | Cipro       | Raggruppamento Democratico                                                     | PPE       |
| Tomasz Frankowski                    | Polonia     | Coalizione Europea (Piattaforma Civica)                                        | PPE       |
| Cindy Franssen                       | Belgio      | Cristiano-Democratici e Fiamminghi                                             | PPE       |
| Romeo Franz                          | Germania    | Alleanza 90/I Verdi                                                            | Verdi/ALE |
| Daniel Freund                        | Germania    | Alleanza 90/I Verdi                                                            | Verdi/ALE |
| Heléne Fritzon                       | Svezia      | Partito Socialdemocratico dei Lavoratori di Svezia                             | S&D       |
| Niels Fuglsang                       | Danimarca   | Socialdemocratici                                                              | S&D       |
| Mario Furore                         | Italia      | Movimento 5 Stelle                                                             | NI        |
| Søren Gade                           | Danimarca   | Venstre                                                                        | RE        |
| Michael Gahler                       | Germania    | Unione Cristiano-Democratica di Germania                                       | PPE       |
| Kinga Gál                            | Ungheria    | Fidesz - Unione Civica Ungherese                                               | PPE       |
| Lina Gálvez Muñoz                    | Spagna      | Partito Socialista Operaio Spagnolo                                            | S&D       |
| Claudia Gamon                        | Austria     | NEOS                                                                           | RE        |
| Gianna Gancia                        | Italia      | Lega                                                                           | ID        |
| Ibán García Del Blanco               | Spagna      | Partito Socialista Operaio Spagnolo                                            | S&D       |
| José Manuel García-Margallo Y Marfil | Spagna      | Partito Popolare                                                               | PPE       |
| Isabel García Muñoz                  | Spagna      | Partito Socialista Operaio Spagnolo                                            | S&D       |
| Iratxe García Pérez                  | Spagna      | Partito Socialista Operaio Spagnolo                                            | S&D       |
| Eider Gardiazabal Rubial             | Spagna      | Partito Socialista Operaio Spagnolo                                            | S&D       |
| Luis Garicano                        | Spagna      | Ciudadanos                                                                     | RE        |
| Jean-Paul Garraud                    | Francia     | Rassemblement National                                                         | ID        |
| Evelyne Gebhardt                     | Germania    | Partito Socialdemocratico di Germania                                          | S&D       |
| Alexandra Geese                      | Germania    | Alleanza 90/I Verdi                                                            | Verdi/ALE |
| Jens Geier                           | Germania    | Partito Socialdemocratico di Germania                                          | S&D       |
| Chiara Gemma                         | Italia      | Movimento 5 Stelle                                                             | NI        |
| Giorgos Georgiou                     | Cipro       | Partito Progressista dei Lavoratori                                            | GUE/NGL   |
| Alexis Georgoulis                    | Grecia      | Coalizione della Sinistra Radicale                                             | GUE/NGL   |
| Helmut Geuking                       | Germania    | Partito delle Famiglie di Germania                                             | ECR       |
| Cristian Ghinea                      | Romania     | Alleanza 2020 USR PLUS (Unione Salvate la Romania)                             | RE        |
| Dino Giarrusso                       | Italia      | Movimento 5 Stelle                                                             | NI        |
| Barbara Ann Gibson                   | Regno Unito | Liberal Democratici                                                            | RE        |
| Sven Giegold                         | Germania    | Alleanza 90/I Verdi                                                            | Verdi/ALE |
| Jens Gieseke                         | Germania    | Unione Cristiano-Democratica di Germania                                       | PPE       |
| Nathan Gill                          | Regno Unito | Brexit Party                                                                   | NI        |
| Neena Gill                           | Regno Unito | Partito Laburista                                                              | S&D       |
| James Alexander Glancy               | Regno Unito | Brexit Party                                                                   | NI        |
| Andreas Glück                        | Germania    | Partito Liberale Democratico                                                   | RE        |
| Raphaël Glucksmann                   | Francia     | Envie d'Europe écologique et sociale (Place publique)                          | S&D       |
| Charles Goerens                      | Lussemburgo | Partito Democratico                                                            | RE        |
| Mónica Silvana González              | Spagna      | Partito Socialista Operaio Spagnolo                                            | S&D       |
| Nicolás González Casares             | Spagna      | Partito Socialista Operaio Spagnolo                                            | S&D       |
| Esteban González Pons                | Spagna      | Partito Popolare                                                               | PPE       |
| Valentino Grant                      | Italia      | Lega                                                                           | ID        |
| Maria Grapini                        | Romania     | Partito Social Democratico                                                     | S&D       |
| Markéta Gregorová                    | Rep. Ceca   | Partito Pirata Ceco                                                            | Verdi/ALE |
| Theresa Griffin                      | Regno Unito | Partito Laburista                                                              | S&D       |
| Catherine Griset                     | Francia     | Rassemblement National                                                         | ID        |
| Klemen Grošelj                       | Slovenia    | Lista di Marjan Šarec                                                          | RE        |
| Christophe Grudler                   | Francia     | Renaissance (Movimento Democratico)                                            | RE        |
| Elisabetta Gualmini                  | Italia      | Partito Democratico                                                            | S&D       |
| Roberto Gualtieri                    | Italia      | Partito Democratico                                                            | S&D       |
| Francisco Guerreiro                  | Portogallo  | Persone-Animali-Natura                                                         | Verdi/ALE |
| Bernard Guetta                       | Francia     | Renaissance                                                                    | RE        |
| Sylvie Guillaume                     | Francia     | Envie d'Europe écologique et sociale (Partito Socialista)                      | S&D       |
| José Gusmão                          | Portogallo  | Blocco di Sinistra                                                             | GUE/NGL   |
| Jytte Guteland                       | Svezia      | Partito Socialdemocratico dei Lavoratori di Svezia                             | S&D       |
| Márton Gyöngyösi                     | Ungheria    | Movimento per un'Ungheria Migliore                                             | NI        |
| Enikő Győri                          | Ungheria    | Fidesz - Unione Civica Ungherese                                               | PPE       |
| András Gyürk                         | Ungheria    | Fidesz - Unione Civica Ungherese                                               | PPE       |
| Ben Habib                            | Regno Unito | Brexit Party                                                                   | NI        |
| Henrike Hahn                         | Germania    | Alleanza 90/I Verdi                                                            | Verdi/ALE |
| Svenja Hahn                          | Germania    | Partito Liberale Democratico                                                   | RE        |
| Roman Haider                         | Austria     | Partito della Libertà Austriaco                                                | ID        |
| Robert Hajšel                        | Slovacchia  | Direzione - Socialdemocrazia (Indipendente)                                    | S&D       |
| Teuvo Hakkarainen                    | Finlandia   | Veri Finlandesi                                                                | ID        |
| Andrzej Halicki                      | Polonia     | Coalizione Europea (Piattaforma Civica)                                        | PPE       |
| Daniel Hannan                        | Regno Unito | Partito Conservatore                                                           | ECR       |
| Christophe Hansen                    | Lussemburgo | Partito Popolare Cristiano Sociale                                             | PPE       |
| Lucy Elizabeth Harris                | Regno Unito | Brexit Party                                                                   | NI        |
| Martin Häusling                      | Germania    | Alleanza 90/I Verdi                                                            | Verdi/ALE |
| Heidi Hautala                        | Finlandia   | Lega Verde                                                                     | Verdi/ALE |
| Mircea-Gheorghe Hava                 | Romania     | Partito Nazionale Liberale                                                     | PPE       |
| Valerie Hayer                        | Francia     | Renaissance (La République En Marche)                                          | RE        |
| Anja Hazekamp                        | Paesi Bassi | Partito per gli Animali                                                        | GUE/NGL   |
| Michael Heaver                       | Regno Unito | Brexit Party                                                                   | NI        |
| Hannes Heide                         | Austria     | Partito Socialdemocratico d'Austria                                            | S&D       |
| Eero Heinäluoma                      | Finlandia   | Partito Socialdemocratico Finlandese                                           | S&D       |
| Niclas Herbst                        | Germania    | Unione Cristiano-Democratica di Germania                                       | PPE       |
| Pierrette Herzberger-Fofana          | Germania    | Alleanza 90/I Verdi                                                            | Verdi/ALE |
| Krzysztof Hetman                     | Polonia     | Coalizione Europea (Partito Popolare Polacco)                                  | PPE       |
| Balázs Hidvéghi                      | Ungheria    | Fidesz - Unione Civica Ungherese                                               | PPE       |
| Martin Hlaváček                      | Rep. Ceca   | ANO 2011                                                                       | RE        |
| Monika Hohlmeier                     | Germania    | Unione Cristiano-Sociale in Baviera                                            | PPE       |
| Martin Hojsík                        | Slovacchia  | PS - SPOLU (Slovacchia Progressista)                                           | RE        |
| Pär Holmgren                         | Svezia      | Partito Ambientalista i Verdi                                                  | Verdi/ALE |
| György Hölvényi                      | Ungheria    | Partito Popolare Cristiano Democratico                                         | PPE       |
| Alicia Homs Ginel                    | Spagna      | Partito Socialista Operaio Spagnolo                                            | S&D       |
| Antony Hook                          | Regno Unito | Liberal Democratici                                                            | RE        |
| Brice Hortefeux                      | Francia     | Union de la droite et du centre (I Repubblicani)                               | PPE       |
| Martin Horwood                       | Regno Unito | Liberal Democratici                                                            | RE        |
| John Howarth                         | Regno Unito | Partito Laburista                                                              | S&D       |
| Ivo Hristov                          | Bulgaria    | Partito Socialista Bulgaro                                                     | S&D       |
| Danuta Maria Hübner                  | Polonia     | Coalizione Europea (Piattaforma Civica)                                        | PPE       |
| Laura Huhtasaari                     | Finlandia   | Veri Finlandesi                                                                | ID        |
| Jan Huitema                          | Paesi Bassi | Partito Popolare per la Libertà e la Democrazia                                | RE        |
| Ivars Ijabs                          | Lettonia    | Sviluppo/Per!                                                                  | RE        |
| Evin Incir                           | Svezia      | Partito Socialdemocratico dei Lavoratori di Svezia                             | S&D       |
| Sophie in 't Veld                    | Paesi Bassi | Democratici 66                                                                 | RE        |
| Yannick Jadot                        | Francia     | Europe Écologie (Europa Ecologia I Verdi)                                      | Verdi/ALE |
| Peter Jahr                           | Germania    | Unione Cristiano-Democratica di Germania                                       | PPE       |
| Stasys Jakeliūnas                    | Lituania    | Unione dei Contadini e dei Verdi di Lituania (Indipendente)                    | Verdi/ALE |
| Patryk Jaki                          | Polonia     | Diritto e Giustizia (Polonia Solidale)                                         | ECR       |
| Jean-François Jalkh                  | Francia     | Rassemblement National                                                         | ID        |
| France Jamet                         | Francia     | Rassemblement National                                                         | ID        |
| Lívia Járóka                         | Ungheria    | Fidesz - Unione Civica Ungherese                                               | PPE       |
| Adam Jarubas                         | Polonia     | Coalizione Europea (Partito Popolare Polacco)                                  | PPE       |
| Jackie Jones                         | Regno Unito | Partito Laburista                                                              | S&D       |
| Agnes Jongerius                      | Paesi Bassi | Partito del Lavoro                                                             | S&D       |
| Christina Sheila Jordan              | Regno Unito | Brexit Party                                                                   | NI        |
| Virginie Joron                       | Francia     | Rassemblement National                                                         | ID        |
| Irena Joveva                         | Slovenia    | Lista di Marjan Šarec                                                          | RE        |
| Rasa Juknevičienė                    | Lituania    | Unione della Patria - Democratici Cristiani di Lituania                        | PPE       |
| Oriol Junqueras                      | Spagna      | Ahora Repúblicas (Sinistra Repubblicana di Catalogna)                          | NI        |
| Krzysztof Jurgiel                    | Polonia     | Diritto e Giustizia                                                            | ECR       |
| Eugen Jurzyca                        | Slovacchia  | Libertà e Solidarietà                                                          | ECR       |
| Herve Juvin                          | Francia     | Rassemblement National                                                         | ID        |
| Eva Kailī                            | Grecia      | Movimento per il Cambiamento (Movimento Socialista Panellenico)                | S&D       |
| Jarosław Kalinowski                  | Polonia     | Coalizione Europea (Partito Popolare Polacco)                                  | PPE       |
| Marina Kaljurand                     | Estonia     | Partito Socialdemocratico                                                      | S&D       |
| Sandra Kalniete                      | Lettonia    | Unità                                                                          | PPE       |
| Petra Kammerevert                    | Germania    | Partito Socialdemocratico di Germania                                          | S&D       |
| Radan Kanev                          | Bulgaria    | Democratici per una Bulgaria Forte                                             | PPE       |
| Assita Kanko                         | Belgio      | Nuova Alleanza Fiamminga                                                       | ECR       |
| Othmar Karas                         | Austria     | Partito Popolare Austriaco                                                     | PPE       |
| Pierre Karleskind                    | Francia     | Renaissance (La République En Marche)                                          | RE        |
| Karin Karlsbro                       | Svezia      | Liberali                                                                       | RE        |
| Karol Karski                         | Polonia     | Diritto e Giustizia                                                            | ECR       |
| Elsi Katainen                        | Finlandia   | Partito di Centro Finlandese                                                   | RE        |
| Manolis Kefalogiannis                | Grecia      | Nuova Democrazia                                                               | PPE       |
| Billy Kelleher                       | Irlanda     | Fianna Fáil                                                                    | RE        |
| Fabienne Keller                      | Francia     | Renaissance (Agir)                                                             | RE        |
| Ska Keller                           | Germania    | Alleanza 90/I Verdi                                                            | Verdi/ALE |
| Seán Kelly                           | Irlanda     | Fine Gael                                                                      | PPE       |
| Beata Kempa                          | Polonia     | Diritto e Giustizia (Polonia Solidale)                                         | ECR       |
| Jude Kirton-Darling                  | Regno Unito | Partito Laburista                                                              | S&D       |
| Niyazi Kizilyürek                    | Cipro       | Partito Progressista dei Lavoratori                                            | GUE/NGL   |
| Izabela-Helena Kloc                  | Polonia     | Diritto e Giustizia                                                            | ECR       |
| Ondřej Knotek                        | Rep. Ceca   | ANO 2011                                                                       | RE        |
| Peter Kofod                          | Danimarca   | Partito Popolare Danese                                                        | ID        |
| Łukasz Kohut                         | Polonia     | Primavera                                                                      | S&D       |
| Arba Kokalari                        | Svezia      | Partito Moderato                                                               | PPE       |
| Petros Kokkalis                      | Grecia      | Coalizione della Sinistra Radicale                                             | GUE/NGL   |
| Marcel Kolaja                        | Rep. Ceca   | Partito Pirata Ceco                                                            | Verdi/ALE |
| Mislav Kolakušić                     | Croazia     | Gruppo Indipendente                                                            | NI        |
| Kateřina Konečná                     | Rep. Ceca   | Partito Comunista di Boemia e Moravia                                          | GUE/NGL   |
| Athanasios Konstantinou              | Grecia      | Alba Dorata                                                                    | NI        |
| Ewa Kopacz                           | Polonia     | Coalizione Europea (Piattaforma Civica)                                        | PPE       |
| Joanna Kopcińska                     | Polonia     | Diritto e Giustizia                                                            | ECR       |
| Moritz Körner                        | Germania    | Partito Liberale Democratico                                                   | RE        |
| Ádám Kósa                            | Ungheria    | Fidesz - Unione Civica Ungherese                                               | PPE       |
| Dietmar Köster                       | Germania    | Partito Socialdemocratico di Germania                                          | S&D       |
| Stelios Kouloglou                    | Grecia      | Coalizione della Sinistra Radicale                                             | GUE/NGL   |
| Elena Kountoura                      | Grecia      | Coalizione della Sinistra Radicale                                             | GUE/NGL   |
| Ondřej Kovařík                       | Rep. Ceca   | ANO 2011                                                                       | RE        |
| Andrey Kovatchev                     | Bulgaria    | Cittadini per lo Sviluppo Europeo della Bulgaria                               | PPE       |
| Maximilian Krah                      | Germania    | Alternativa per la Germania                                                    | ID        |
| Zdzisław Krasnodębski                | Polonia     | Diritto e Giustizia                                                            | ECR       |
| Constanze Krehl                      | Germania    | Partito Socialdemocratico di Germania                                          | S&D       |
| Elżbieta Kruk                        | Polonia     | Diritto e Giustizia                                                            | ECR       |
| Andrius Kubilius                     | Lituania    | Unione della Patria - Democratici Cristiani di Lituania                        | PPE       |
| Alice Kuhnke                         | Svezia      | Partito Ambientalista i Verdi                                                  | Verdi/ALE |
| Joachim Kuhs                         | Germania    | Alternativa per la Germania                                                    | ID        |
| Miapetra Kumpula-Natri               | Finlandia   | Partito Socialdemocratico Finlandese                                           | S&D       |
| Zbigniew Kuźmiuk                     | Polonia     | Diritto e Giustizia                                                            | ECR       |
| Stelios Kympouropoulos               | Grecia      | Nuova Democrazia                                                               | PPE       |
| Georgios Kyrtsos                     | Grecia      | Nuova Democrazia                                                               | PPE       |
| Ilhan Kyuchyuk                       | Bulgaria    | Movimento per i Diritti e le Libertà                                           | RE        |
| Sergey Lagodinsky                    | Germania    | Alleanza 90/I Verdi                                                            | Verdi/ALE |
| Ioannis Lagos                        | Grecia      | Alba Dorata (Coscienza Popolare Nazionale - ELASYN)                            | NI        |
| Aurore Lalucq                        | Francia     | Envie d'Europe écologique et sociale (Place publique)                          | S&D       |
| Philippe Lamberts                    | Belgio      | Ecolo                                                                          | Verdi/ALE |
| Danilo Oscar Lancini                 | Italia      | Lega                                                                           | ID        |
| Bernd Lange                          | Germania    | Partito Socialdemocratico di Germania                                          | S&D       |
| Esther De Lange                      | Paesi Bassi | Appello Cristiano Democratico                                                  | PPE       |
| Katrin Langensiepen                  | Germania    | Alleanza 90/I Verdi                                                            | Verdi/ALE |
| Hélène Laporte                       | Francia     | Rassemblement National                                                         | ID        |
| Pierre Larrouturou                   | Francia     | Envie d'Europe écologique et sociale (Nouvelle Donne)                          | S&D       |
| Gilles Lebreton                      | Francia     | Rassemblement National                                                         | ID        |
| Julie Lechanteux                     | Francia     | Rassemblement National                                                         | ID        |
| David Lega                           | Svezia      | Democratici Cristiani                                                          | PPE       |
| Ryszard Antoni Legutko               | Polonia     | Diritto e Giustizia                                                            | ECR       |
| Maria Manuel Leitão Marques          | Portogallo  | Partito Socialista                                                             | S&D       |
| Jeroen Lenaers                       | Paesi Bassi | Appello Cristiano Democratico                                                  | PPE       |
| Janusz Lewandowski                   | Polonia     | Coalizione Europea (Piattaforma Civica)                                        | PPE       |
| Bogusław Liberadzki                  | Polonia     | Coalizione Europea (Alleanza della Sinistra Democratica)                       | S&D       |
| Peter Liese                          | Germania    | Unione Cristiano-Democratica di Germania                                       | PPE       |
| Sylvia Limmer                        | Germania    | Alternativa per la Germania                                                    | ID        |
| Norbert Lins                         | Germania    | Unione Cristiano-Democratica di Germania                                       | PPE       |
| Elena Lizzi                          | Italia      | Lega                                                                           | ID        |
| Nathalie Loiseau                     | Francia     | Renaissance (La République En Marche)                                          | RE        |
| Morten Løkkegaard                    | Danimarca   | Venstre                                                                        | RE        |
| Naomi Long                           | Regno Unito | Partito dell'Alleanza dell'Irlanda del Nord                                    | RE        |
| John Longworth                       | Regno Unito | Brexit Party                                                                   | NI        |
| Javi López                           | Spagna      | Partito Socialista Operaio Spagnolo (Partito dei Socialisti di Catalogna)      | S&D       |
| Juan Fernando López Aguilar          | Spagna      | Partito Socialista Operaio Spagnolo                                            | S&D       |
| Leopoldo López Gil                   | Spagna      | Partito Popolare                                                               | PPE       |
| Antonio López-Istúriz White          | Spagna      | Partito Popolare                                                               | PPE       |
| Rupert Lowe                          | Regno Unito | Brexit Party                                                                   | NI        |
| César Luena                          | Spagna      | Partito Socialista Operaio Spagnolo                                            | S&D       |
| Elżbieta Katarzyna Łukacijewska      | Polonia     | Coalizione Europea (Piattaforma Civica)                                        | PPE       |
| Peter Lundgren                       | Svezia      | Democratici Svedesi                                                            | ECR       |
| Benoît Lutgen                        | Belgio      | Centro Democratico Umanista                                                    | PPE       |
| David McAllister                     | Germania    | Unione Cristiano-Democratica di Germania                                       | PPE       |
| Mairead McGuinness                   | Irlanda     | Fine Gael                                                                      | PPE       |
| Anthea Mcintyre                      | Regno Unito | Partito Conservatore                                                           | ECR       |
| Aileen McLeod                        | Regno Unito | Partito Nazionale Scozzese                                                     | Verdi/ALE |
| Jaak Madison                         | Estonia     | Partito Popolare Conservatore Estone                                           | ID        |
| Cristina Maestre Martín De Almagro   | Spagna      | Partito Socialista Operaio Spagnolo                                            | S&D       |
| Magid Magid                          | Regno Unito | Partito Verde di Inghilterra e Galles                                          | Verdi/ALE |
| Pierfrancesco Majorino               | Italia      | Partito Democratico                                                            | S&D       |
| Aušra Maldeikienė                    | Lituania    | Indipendente                                                                   | PPE       |
| Adriana Maldonado López              | Spagna      | Partito Socialista Operaio Spagnolo                                            | S&D       |
| Claudiu Manda                        | Romania     | Partito Social Democratico                                                     | S&D       |
| Antonius Manders                     | Paesi Bassi | 50PLUS                                                                         | PPE       |
| Lukas Mandl                          | Austria     | Partito Popolare Austriaco                                                     | PPE       |
| Thierry Mariani                      | Francia     | Rassemblement National                                                         | ID        |
| Marian-Jean Marinescu                | Romania     | Partito Nazionale Liberale                                                     | PPE       |
| Erik Marquardt                       | Germania    | Alleanza 90/I Verdi                                                            | Verdi/ALE |
| Margarida Marques                    | Portogallo  | Partito Socialista                                                             | S&D       |
| Pedro Marques                        | Portogallo  | Partito Socialista                                                             | S&D       |
| Fulvio Martusciello                  | Italia      | Forza Italia                                                                   | PPE       |
| Marisa Matias                        | Portogallo  | Blocco di Sinistra                                                             | GUE/NGL   |
| Predrag Fred Matić                   | Croazia     | Partito Socialdemocratico di Croazia                                           | S&D       |
| Emmanuel Maurel                      | Francia     | La France Insoumise (Sinistra Repubblicana e Socialista)                       | GUE/NGL   |
| Costas Mavrides                      | Cipro       | Partito Democratico                                                            | S&D       |
| Radka Maxová                         | Rep. Ceca   | ANO 2011                                                                       | RE        |
| Eva Maydell                          | Bulgaria    | Cittadini per lo Sviluppo Europeo della Bulgaria                               | PPE       |
| Georg Mayer                          | Austria     | Partito della Libertà Austriaco                                                | ID        |
| Beata Mazurek                        | Polonia     | Diritto e Giustizia                                                            | ECR       |
| Liudas Mažylis                       | Lituania    | Unione della Patria - Democratici Cristiani di Lituania                        | PPE       |
| Vangelīs Meimarakīs                  | Grecia      | Nuova Democrazia                                                               | PPE       |
| Dace Melbārde                        | Lettonia    | Alleanza Nazionale                                                             | ECR       |
| Karen Melchior                       | Danimarca   | Sinistra Radicale                                                              | RE        |
| Joëlle Mélin                         | Francia     | Rassemblement National                                                         | ID        |
| Nuno Melo                            | Portogallo  | CDS - Partito Popolare                                                         | PPE       |
| Roberta Metsola                      | Malta       | Partito Nazionalista                                                           | PPE       |
| Tilly Metz                           | Lussemburgo | I Verdi                                                                        | Verdi/ALE |
| Jörg Meuthen                         | Germania    | Alternativa per la Germania                                                    | ID        |
| Martina Michels                      | Germania    | La Sinistra                                                                    | GUE/NGL   |
| Iskra Mihaylova                      | Bulgaria    | Movimento per i Diritti e le Libertà                                           | RE        |
| Sven Mikser                          | Estonia     | Partito Socialdemocratico                                                      | S&D       |
| Giuseppe Milazzo                     | Italia      | Forza Italia                                                                   | PPE       |
| Francisco José Millán Mon            | Spagna      | Partito Popolare                                                               | PPE       |
| Leszek Miller                        | Polonia     | Coalizione Europea (Alleanza della Sinistra Democratica)                       | S&D       |
| Baroness Nosheena Mobarik            | Regno Unito | Partito Conservatore                                                           | ECR       |
| Silvia Modig                         | Finlandia   | Alleanza di Sinistra                                                           | GUE/NGL   |
| Shaffaq Mohammed                     | Regno Unito | Liberal Democratici                                                            | RE        |
| Csaba Molnár                         | Ungheria    | Coalizione Democratica                                                         | S&D       |
| Cláudia Monteiro De Aguiar           | Portogallo  | Partito Social Democratico                                                     | PPE       |
| Brian Monteith                       | Regno Unito | Brexit Party                                                                   | NI        |
| Dolors Montserrat                    | Spagna      | Partito Popolare                                                               | PPE       |
| Claude Moraes                        | Regno Unito | Partito Laburista                                                              | S&D       |
| Nadine Morano                        | Francia     | Union de la droite et du centre (I Repubblicani)                               | PPE       |
| Javier Moreno Sánchez                | Spagna      | Partito Socialista Operaio Spagnolo                                            | S&D       |
| Alessandra Moretti                   | Italia      | Partito Democratico                                                            | S&D       |
| Marlene Mortler                      | Germania    | Unione Cristiano-Sociale in Baviera                                            | PPE       |
| Dan-Ştefan Motreanu                  | Romania     | Partito Nazionale Liberale                                                     | PPE       |
| Andżelika Anna Możdżanowska          | Polonia     | Diritto e Giustizia                                                            | ECR       |
| Ulrike Müller                        | Germania    | Liberi Elettori                                                                | RE        |
| June Alison Mummery                  | Regno Unito | Brexit Party                                                                   | NI        |
| Siegfried Mureşan                    | Romania     | Partito Nazionale Liberale                                                     | PPE       |
| Caroline Nagtegaal                   | Paesi Bassi | Partito Popolare per la Libertà e la Democrazia                                | RE        |
| Javier Nart                          | Spagna      | Ciudadanos                                                                     | RE        |
| Lucy Nethsingha                      | Regno Unito | Liberal Democratici                                                            | RE        |
| Hannah Neumann                       | Germania    | Alleanza 90/I Verdi                                                            | Verdi/ALE |
| Norbert Neuser                       | Germania    | Partito Socialdemocratico di Germania                                          | S&D       |
| Bill Newton Dunn                     | Regno Unito | Liberal Democratici                                                            | RE        |
| Dan Nica                             | Romania     | Partito Social Democratico                                                     | S&D       |
| Angelika Niebler                     | Germania    | Unione Cristiano-Sociale in Baviera                                            | PPE       |
| Luděk Niedermayer                    | Rep. Ceca   | TOP 09                                                                         | PPE       |
| Niklas Nienass                       | Germania    | Alleanza 90/I Verdi                                                            | Verdi/ALE |
| Ville Niinistö                       | Finlandia   | Lega Verde                                                                     | Verdi/ALE |
| Lefteris Nikolaou-Alavanos           | Grecia      | Partito Comunista di Grecia                                                    | NI        |
| Maria Noichl                         | Germania    | Partito Socialdemocratico di Germania                                          | S&D       |
| Ljudmila Novak                       | Slovenia    | Nuova Slovenia - Partito Popolare Cristiano                                    | PPE       |
| Andrey Novakov                       | Bulgaria    | Cittadini per lo Sviluppo Europeo della Bulgaria                               | PPE       |
| Janina Ochojska                      | Polonia     | Coalizione Europea (Indipendente)                                              | PPE       |
| Jan-Christoph Oetjen                 | Germania    | Partito Liberale Democratico                                                   | RE        |
| Jan Olbrycht                         | Polonia     | Coalizione Europea (Piattaforma Civica)                                        | PPE       |
| Juozas Olekas                        | Lituania    | Partito Socialdemocratico di Lituania                                          | S&D       |
| Philippe Olivier                     | Francia     | Rassemblement National                                                         | ID        |
| Younous Omarjee                      | Francia     | La France Insoumise                                                            | GUE/NGL   |
| Grace O'sullivan                     | Irlanda     | Partito Verde                                                                  | Verdi/ALE |
| Henrik Overgaard Nielsen             | Regno Unito | Brexit Party                                                                   | NI        |
| Urmas Paet                           | Estonia     | Partito Riformatore Estone                                                     | RE        |
| Maite Pagazaurtundúa                 | Spagna      | Ciudadanos (Delegación Ciudadanos Europeos)                                    | RE        |
| Rory Palmer                          | Regno Unito | Partito Laburista                                                              | S&D       |
| Alessandro Panza                     | Italia      | Lega                                                                           | ID        |
| Demetris Papadakis                   | Cipro       | Movimento dei Socialdemocratici - EDEK                                         | S&D       |
| Kostas Papadakis                     | Grecia      | Partito Comunista di Grecia                                                    | NI        |
| Dimitrios Papadimoulis               | Grecia      | Coalizione della Sinistra Radicale                                             | GUE/NGL   |
| Aldo Patriciello                     | Italia      | Forza Italia                                                                   | PPE       |
| Matthew Patten                       | Regno Unito | Brexit Party                                                                   | NI        |
| Jutta Paulus                         | Germania    | Alleanza 90/I Verdi                                                            | Verdi/ALE |
| Piernicola Pedicini                  | Italia      | Movimento 5 Stelle                                                             | NI        |
| Kris Peeters                         | Belgio      | Cristiano-Democratici e Fiamminghi                                             | PPE       |
| Mauri Pekkarinen                     | Finlandia   | Partito di Centro Finlandese                                                   | RE        |
| Mikuláš Peksa                        | Rep. Ceca   | Partito Pirata Ceco                                                            | Verdi/ALE |
| Anne-Sophie Pelletier                | Francia     | La France Insoumise                                                            | GUE/NGL   |
| Tsvetelina Penkova                   | Bulgaria    | Partito Socialista Bulgaro                                                     | S&D       |
| Lídia Pereira                        | Portogallo  | Partito Social Democratico                                                     | PPE       |
| Sandra Pereira                       | Portogallo  | Coalizione Democratica Unitaria (Partito Comunista Portoghese)                 | GUE/NGL   |
| Kira Marie Peter-Hansen              | Danimarca   | Partito Popolare Socialista                                                    | Verdi/ALE |
| Morten Petersen                      | Danimarca   | Sinistra Radicale                                                              | RE        |
| Alexandra Lesley Phillips            | Regno Unito | Brexit Party                                                                   | NI        |
| Alexandra Louise Rosenfield Phillips | Regno Unito | Partito Verde di Inghilterra e Galles                                          | Verdi/ALE |
| Pina Picierno                        | Italia      | Partito Democratico                                                            | S&D       |
| Tonino Picula                        | Croazia     | Partito Socialdemocratico di Croazia                                           | S&D       |
| Markus Pieper                        | Germania    | Unione Cristiano-Democratica di Germania                                       | PPE       |
| Sirpa Pietikäinen                    | Finlandia   | Partito di Coalizione Nazionale                                                | PPE       |
| Sabrina Pignedoli                    | Italia      | Movimento 5 Stelle                                                             | NI        |
| Manu Pineda                          | Spagna      | Unidas Podemos (Sinistra Unita)                                                | GUE/NGL   |
| Maxette Pirbakas                     | Francia     | Rassemblement National                                                         | ID        |
| Kati Piri                            | Paesi Bassi | Partito del Lavoro                                                             | S&D       |
| Giuliano Pisapia                     | Italia      | Partito Democratico (Campo Progressista)                                       | S&D       |
| Dragoş Pîslaru                       | Romania     | Alleanza 2020 USR PLUS (Partito della Libertà, dell'Unità e della Solidarietà) | RE        |
| Manuel Pizarro                       | Portogallo  | Partito Socialista                                                             | S&D       |
| Rovana Plumb                         | Romania     | Partito Social Democratico                                                     | S&D       |
| Stanislav Polčák                     | Rep. Ceca   | Sindaci e Indipendenti                                                         | PPE       |
| Jessica Polfjärd                     | Svezia      | Partito Moderato                                                               | PPE       |
| Peter Pollák                         | Slovacchia  | Gente Comune e Personalità Indipendenti                                        | PPE       |
| Tomasz Piotr Poręba                  | Polonia     | Diritto e Giustizia                                                            | ECR       |
| Luisa Porritt                        | Regno Unito | Liberal Democratici                                                            | RE        |
| Jiří Pospíšil                        | Rep. Ceca   | TOP 09                                                                         | PPE       |
| Nicola Procaccini                    | Italia      | Fratelli d'Italia                                                              | ECR       |
| Jake Pugh                            | Regno Unito | Brexit Party                                                                   | NI        |
| Carles Puigdemont                    | Spagna      | Junts per Catalunya                                                            | NI        |
| Miroslav Radačovský                  | Slovacchia  | Partito Popolare Slovacchia Nostra (Indipendente)                              | NI        |
| Emil Radev                           | Bulgaria    | Cittadini per lo Sviluppo Europeo della Bulgaria                               | PPE       |
| Dennis Radtke                        | Germania    | Unione Cristiano-Democratica di Germania                                       | PPE       |
| Samira Rafaela                       | Paesi Bassi | Democratici 66                                                                 | RE        |
| Elżbieta Rafalska                    | Polonia     | Diritto e Giustizia                                                            | ECR       |
| Paulo Rangel                         | Portogallo  | Partito Social Democratico                                                     | PPE       |
| Annunziata Mary Rees-Mogg            | Regno Unito | Brexit Party                                                                   | NI        |
| Luisa Regimenti                      | Italia      | Lega                                                                           | ID        |
| Evelyn Regner                        | Austria     | Partito Socialdemocratico d'Austria                                            | S&D       |
| Sira Rego                            | Spagna      | Unidas Podemos (Sinistra Unita)                                                | GUE/NGL   |
| Guido Reil                           | Germania    | Alternativa per la Germania                                                    | ID        |
| Terry Reintke                        | Germania    | Alleanza 90/I Verdi                                                            | Verdi/ALE |
| Karlo Ressler                        | Croazia     | Unione Democratica Croata                                                      | PPE       |
| Diana Riba i Giner                   | Spagna      | Ahora Repúblicas (Sinistra Repubblicana di Catalogna)                          | Verdi/ALE |
| Frédérique Ries                      | Belgio      | Movimento Riformatore                                                          | RE        |
| Antonio Maria Rinaldi                | Italia      | Lega                                                                           | ID        |
| Dominique Riquet                     | Francia     | Renaissance (Movimento Radicale (Social Liberale))                             | RE        |
| Sheila Ritchie                       | Regno Unito | Liberal Democratici                                                            | RE        |
| Michèle Rivasi                       | Francia     | Europe Écologie (Europa Ecologia I Verdi)                                      | Verdi/ALE |
| Jérôme Rivière                       | Francia     | Rassemblement National                                                         | ID        |
| Franco Roberti                       | Italia      | Partito Democratico                                                            | S&D       |
| Inma Rodríguez-Piñero                | Spagna      | Partito Socialista Operaio Spagnolo                                            | S&D       |
| Eugenia Rodríguez Palop              | Spagna      | Unidas Podemos (Podemos)                                                       | GUE/NGL   |
| María Soraya Rodríguez Ramos         | Spagna      | Ciudadanos                                                                     | RE        |
| Sándor Rónai                         | Ungheria    | Coalizione Democratica                                                         | S&D       |
| Daniela Rondinelli                   | Italia      | Movimento 5 Stelle                                                             | NI        |
| Rob Rooken                           | Paesi Bassi | Forum per la Democrazia                                                        | ECR       |
| Robert Roos                          | Paesi Bassi | Forum per la Democrazia                                                        | ECR       |
| Caroline Roose                       | Francia     | Europe Écologie (Alleanza Ecologista Indipendente)                             | Verdi/ALE |
| Bronis Ropė                          | Lituania    | Unione dei Contadini e dei Verdi di Lituania                                   | Verdi/ALE |
| André Rougé                          | Francia     | Rassemblement National                                                         | ID        |
| Catherine Rowett                     | Regno Unito | Partito Verde di Inghilterra e Galles                                          | Verdi/ALE |
| Robert Rowland                       | Regno Unito | Brexit Party                                                                   | NI        |
| Bert-Jan Ruissen                     | Paesi Bassi | Partito Politico Riformato                                                     | ECR       |
| Domènec Ruiz Devesa                  | Spagna      | Partito Socialista Operaio Spagnolo                                            | S&D       |
| Bogdan Rzońca                        | Polonia     | Diritto e Giustizia                                                            | ECR       |
| Massimiliano Salini                  | Italia      | Forza Italia                                                                   | PPE       |
| Nacho Sánchez Amor                   | Spagna      | Partito Socialista Operaio Spagnolo                                            | S&D       |
| Anne Sander                          | Francia     | Union de la droite et du centre (I Repubblicani)                               | PPE       |
| Alfred Sant                          | Malta       | Partito Laburista                                                              | S&D       |
| Isabel Santos                        | Portogallo  | Partito Socialista                                                             | S&D       |
| Silvia Sardone                       | Italia      | Lega                                                                           | ID        |
| Petri Sarvamaa                       | Finlandia   | Partito di Coalizione Nazionale                                                | PPE       |
| Jacek Saryusz-Wolski                 | Polonia     | Diritto e Giustizia                                                            | ECR       |
| David Maria Sassoli                  | Italia      | Partito Democratico                                                            | S&D       |
| Mounir Satouri                       | Francia     | Europe Écologie (Europa Ecologia I Verdi)                                      | Verdi/ALE |
| Christel Schaldemose                 | Danimarca   | Socialdemocratici                                                              | S&D       |
| Andreas Schieder                     | Austria     | Partito Socialdemocratico d'Austria                                            | S&D       |
| Martin Schirdewan                    | Germania    | La Sinistra                                                                    | GUE/NGL   |
| Simone Schmiedtbauer                 | Austria     | Partito Popolare Austriaco                                                     | PPE       |
| Nicolas Schmit                       | Lussemburgo | Partito Operaio Socialista Lussemburghese                                      | S&D       |
| Christine Schneider                  | Germania    | Unione Cristiano-Democratica di Germania                                       | PPE       |
| Helmut Scholz                        | Germania    | La Sinistra                                                                    | GUE/NGL   |
| Annie Schreijer-Pierik               | Paesi Bassi | Appello Cristiano Democratico                                                  | PPE       |
| Liesje Schreinemacher                | Paesi Bassi | Partito Popolare per la Libertà e la Democrazia                                | RE        |
| Sven Schulze                         | Germania    | Unione Cristiano-Democratica di Germania                                       | PPE       |
| Joachim Schuster                     | Germania    | Partito Socialdemocratico di Germania                                          | S&D       |
| Andreas Schwab                       | Germania    | Unione Cristiano-Democratica di Germania                                       | PPE       |
| Molly Scott Cato                     | Regno Unito | Partito Verde di Inghilterra e Galles                                          | Verdi/ALE |
| Ralf Seekatz                         | Germania    | Unione Cristiano-Democratica di Germania                                       | PPE       |
| Stéphane Séjourné                    | Francia     | Renaissance (La République En Marche)                                          | RE        |
| Monica Semedo                        | Lussemburgo | Partito Democratico                                                            | RE        |
| Nico Semsrott                        | Germania    | Die PARTEI                                                                     | Verdi/ALE |
| Günther Sidl                         | Austria     | Partito Socialdemocratico d'Austria                                            | S&D       |
| Radosław Sikorski                    | Polonia     | Coalizione Europea (Piattaforma Civica)                                        | PPE       |
| Pedro Silva Pereira                  | Portogallo  | Partito Socialista                                                             | S&D       |
| Michal Šimečka                       | Slovacchia  | PS - SPOLU (Slovacchia Progressista)                                           | RE        |
| Sven Simon                           | Germania    | Unione Cristiano-Democratica di Germania                                       | PPE       |
| Ivan Vilibor Sinčić                  | Croazia     | Živi zid                                                                       | NI        |
| Birgit Sippel                        | Germania    | Partito Socialdemocratico di Germania                                          | S&D       |
| Sara Skyttedal                       | Svezia      | Democratici Cristiani                                                          | PPE       |
| Andrey Slabakov                      | Bulgaria    | Movimento Nazionale Bulgaro                                                    | ECR       |
| Massimiliano Smeriglio               | Italia      | Partito Democratico (Campo Progressista)                                       | S&D       |
| Alyn Smith                           | Regno Unito | Partito Nazionale Scozzese                                                     | Verdi/ALE |
| Michaela Šojdrová                    | Rep. Ceca   | Unione Cristiana e Democratica - Partito Popolare Cecoslovacco                 | PPE       |
| Tomislav Sokol                       | Croazia     | Unione Democratica Croata                                                      | PPE       |
| Susana Solís Pérez                   | Spagna      | Ciudadanos                                                                     | RE        |
| Martin Sonneborn                     | Germania    | Die PARTEI                                                                     | NI        |
| Sylwia Spurek                        | Polonia     | Primavera                                                                      | S&D       |
| Maria Spyraki                        | Grecia      | Nuova Democrazia                                                               | PPE       |
| Raffaele Stancanelli                 | Italia      | Fratelli d'Italia                                                              | ECR       |
| Sergei Stanishev                     | Bulgaria    | Partito Socialista Bulgaro                                                     | S&D       |
| Louis Stedman-Bryce                  | Regno Unito | Brexit Party                                                                   | NI        |
| Ivan Štefanec                        | Slovacchia  | Movimento Cristiano-Democratico                                                | PPE       |
| Nicolae Ştefănuță                    | Romania     | Alleanza 2020 USR PLUS (Unione Salvate la Romania)                             | RE        |
| Jessica Stegrud                      | Svezia      | Democratici Svedesi                                                            | ECR       |
| Tineke Strik                         | Paesi Bassi | Sinistra Verde                                                                 | Verdi/ALE |
| Ramona Strugariu                     | Romania     | Alleanza 2020 USR PLUS (Partito della Libertà, dell'Unità e della Solidarietà) | RE        |
| Dubravka Šuica                       | Croazia     | Unione Democratica Croata                                                      | PPE       |
| József Szájer                        | Ungheria    | Fidesz - Unione Civica Ungherese                                               | PPE       |
| Beata Szydło                         | Polonia     | Diritto e Giustizia                                                            | ECR       |
| Antonio Tajani                       | Italia      | Forza Italia                                                                   | PPE       |
| Paul Tang                            | Paesi Bassi | Partito del Lavoro                                                             | S&D       |
| Marc Tarabella                       | Belgio      | Partito Socialista                                                             | S&D       |
| Annalisa Tardino                     | Italia      | Lega                                                                           | ID        |
| Vera Tax                             | Paesi Bassi | Partito del Lavoro                                                             | S&D       |
| John David Edward Tennant            | Regno Unito | Brexit Party                                                                   | NI        |
| Cristian Terheș                      | Romania     | Partito Social Democratico                                                     | S&D       |
| Hermann Tertsch                      | Spagna      | Vox                                                                            | ECR       |
| Barbara Thaler                       | Austria     | Partito Popolare Austriaco                                                     | PPE       |
| Róża Thun Und Hohenstein             | Polonia     | Coalizione Europea (Piattaforma Civica)                                        | PPE       |
| Richard Tice                         | Regno Unito | Brexit Party                                                                   | NI        |
| Frans Timmermans                     | Paesi Bassi | Partito del Lavoro                                                             | S&D       |
| Irene Tinagli                        | Italia      | Partito Democratico (Siamo Europei)                                            | S&D       |
| Tomas Tobé                           | Svezia      | Partito Moderato                                                               | PPE       |
| Grzegorz Tobiszowski                 | Polonia     | Diritto e Giustizia                                                            | ECR       |
| Patrizia Toia                        | Italia      | Partito Democratico                                                            | S&D       |
| Irène Tolleret                       | Francia     | Renaissance                                                                    | RE        |
| Eugen Tomac                          | Romania     | Partito del Movimento Popolare                                                 | PPE       |
| Valdemar Tomaševski                  | Lituania    | Azione Elettorale dei Polacchi in Lituania - Alleanza delle Famiglie Cristiane | ECR       |
| Ruža Tomašić                         | Croazia     | Sovranisti Croati (Partito Conservatore Croato)                                | ECR       |
| Romana Tomc                          | Slovenia    | Partito Democratico Sloveno                                                    | PPE       |
| Yana Toom                            | Estonia     | Partito di Centro Estone                                                       | RE        |
| Nils Torvalds                        | Finlandia   | Partito Popolare Svedese di Finlandia                                          | RE        |
| Evžen Tošenovský                     | Rep. Ceca   | Partito Democratico Civico                                                     | ECR       |
| Edina Tóth                           | Ungheria    | Fidesz - Unione Civica Ungherese                                               | PPE       |
| Marie Toussaint                      | Francia     | Europe Écologie (Europa Ecologia I Verdi)                                      | Verdi/ALE |
| Isabella Tovaglieri                  | Italia      | Lega                                                                           | ID        |
| Véronique Trillet-Lenoir             | Francia     | Renaissance                                                                    | RE        |
| László Trócsányi                     | Ungheria    | Fidesz - Unione Civica Ungherese                                               | PPE       |
| Dragoş Tudorache                     | Romania     | Alleanza 2020 USR PLUS (Partito della Libertà, dell'Unità e della Solidarietà) | RE        |
| Mihai Tudose                         | Romania     | PRO Romania                                                                    | S&D       |
| Milan Uhrík                          | Slovacchia  | Partito Popolare Slovacchia Nostra                                             | NI        |
| István Ujhelyi                       | Ungheria    | Partito Socialista Ungherese                                                   | S&D       |
| Miguel Urbán Crespo                  | Spagna      | Unidas Podemos (Podemos)                                                       | GUE/NGL   |
| Ernest Urtasun                       | Spagna      | Unidas Podemos (Catalunya en Comú)                                             | Verdi/ALE |
| Nils Ušakovs                         | Lettonia    | Partito Socialdemocratico "Armonia"                                            | S&D       |
| Viktor Uspaskich                     | Lituania    | Partito del Lavoro                                                             | RE        |
| Inese Vaidere                        | Lettonia    | Unità                                                                          | PPE       |
| Adina-Ioana Vălean                   | Romania     | Partito Nazionale Liberale                                                     | PPE       |
| Monika Vana                          | Austria     | I Verdi                                                                        | Verdi/ALE |
| Kathleen Van Brempt                  | Belgio      | Partito Socialista Differente                                                  | S&D       |
| Tom Vandendriessche                  | Belgio      | Vlaams Belang                                                                  | ID        |
| Geoffrey Van Orden                   | Regno Unito | Partito Conservatore                                                           | ECR       |
| Johan Van Overtveldt                 | Belgio      | Nuova Alleanza Fiamminga                                                       | ECR       |
| Kim Van Sparrentak                   | Paesi Bassi | Sinistra Verde                                                                 | Verdi/ALE |
| Hilde Vautmans                       | Belgio      | Liberali e Democratici Fiamminghi Aperti                                       | RE        |
| Marie-Pierre Vedrenne                | Francia     | Renaissance (Movimento Democratico)                                            | RE        |
| Kyriakos Velopoulos                  | Grecia      | Soluzione Greca                                                                | ECR       |
| Sabine Verheyen                      | Germania    | Unione Cristiano-Democratica di Germania                                       | PPE       |
| Guy Verhofstadt                      | Belgio      | Liberali e Democratici Fiamminghi Aperti                                       | RE        |
| Harald Vilimsky                      | Austria     | Partito della Libertà Austriaco                                                | ID        |
| Idoia Villanueva Ruiz                | Spagna      | Unidas Podemos (Podemos)                                                       | GUE/NGL   |
| Nikolaj Villumsen                    | Danimarca   | Lista dell'Unità - I Rosso-Verdi                                               | GUE/NGL   |
| Loránt Vincze                        | Romania     | Unione Democratica Magiara di Romania                                          | PPE       |
| Marianne Vind *                      | Danimarca   | Socialdemocratici                                                              | S&D       |
| Henna Virkkunen                      | Finlandia   | Partito di Coalizione Nazionale                                                | PPE       |
| Petăr Vitanov                        | Bulgaria    | Partito Socialista Bulgaro                                                     | S&D       |
| Caroline Voaden                      | Regno Unito | Liberal Democratici                                                            | RE        |
| Bettina Vollath                      | Austria     | Partito Socialdemocratico d'Austria                                            | S&D       |
| Viola Von Cramon-Taubadel            | Germania    | Alleanza 90/I Verdi                                                            | Verdi/ALE |
| Alexandr Vondra                      | Rep. Ceca   | Partito Democratico Civico                                                     | ECR       |
| Irina von Wiese                      | Regno Unito | Liberal Democratici                                                            | RE        |
| Axel Voss                            | Germania    | Unione Cristiano-Democratica di Germania                                       | PPE       |
| Elissavet Vozemberg-Vrionidi         | Grecia      | Nuova Democrazia                                                               | PPE       |
| Veronika Vrecionová                  | Rep. Ceca   | Partito Democratico Civico                                                     | ECR       |
| Lucia Vuolo                          | Italia      | Lega                                                                           | ID        |
| Mick Wallace                         | Irlanda     | Indipendenti per il Cambiamento                                                | GUE/NGL   |
| Maria Walsh                          | Irlanda     | Fine Gael                                                                      | PPE       |
| Marion Walsmann                      | Germania    | Unione Cristiano-Democratica di Germania                                       | PPE       |
| Jörgen Warborn                       | Svezia      | Partito Moderato                                                               | PPE       |
| Julie Ward                           | Regno Unito | Partito Laburista                                                              | S&D       |
| Witold Jan Waszczykowski             | Polonia     | Diritto e Giustizia                                                            | ECR       |
| Manfred Weber                        | Germania    | Unione Cristiano-Sociale in Baviera                                            | PPE       |
| Charlie Weimers                      | Svezia      | Democratici Svedesi                                                            | ECR       |
| Pernille Weiss                       | Danimarca   | Partito Popolare Conservatore                                                  | PPE       |
| James Wells                          | Regno Unito | Brexit Party                                                                   | NI        |
| Ann Widdecombe                       | Regno Unito | Brexit Party                                                                   | NI        |
| Rainer Wieland                       | Germania    | Unione Cristiano-Democratica di Germania                                       | PPE       |
| Sarah Wiener                         | Austria     | I Verdi                                                                        | Verdi/ALE |
| Michal Wiezik                        | Slovacchia  | PS - SPOLU (Insieme – Democrazia Civica)                                       | PPE       |
| Iuliu Winkler                        | Romania     | Unione Democratica Magiara di Romania                                          | PPE       |
| Angelika Winzig                      | Austria     | Partito Popolare Austriaco                                                     | PPE       |
| Isabel Wiseler-Lima                  | Lussemburgo | Partito Popolare Cristiano Sociale                                             | PPE       |
| Jadwiga Wiśniewska                   | Polonia     | Diritto e Giustizia                                                            | ECR       |
| Tiemo Wölken                         | Germania    | Partito Socialdemocratico di Germania                                          | S&D       |
| Salima Yenbou                        | Francia     | Europe Écologie (Alleanza Ecologista Indipendente)                             | Verdi/ALE |
| Stéphanie Yon-Courtin                | Francia     | Renaissance                                                                    | RE        |
| Elena Yoncheva                       | Bulgaria    | Partito Socialista Bulgaro                                                     | S&D       |
| Chrysoula Zacharopoulou              | Francia     | Renaissance (La République En Marche)                                          | RE        |
| Theodōros Zagorakīs                  | Grecia      | Nuova Democrazia                                                               | PPE       |
| Jan Zahradil                         | Rep. Ceca   | Partito Democratico Civico                                                     | ECR       |
| Anna Zalewska                        | Polonia     | Diritto e Giustizia                                                            | ECR       |
| Stefania Zambelli                    | Italia      | Lega                                                                           | ID        |
| Marco Zanni                          | Italia      | Lega                                                                           | ID        |
| Javier Zarzalejos                    | Spagna      | Partito Popolare                                                               | PPE       |
| Tatjana Ždanoka                      | Lettonia    | Unione Russa di Lettonia                                                       | Verdi/ALE |
| Tomáš Zdechovský                     | Rep. Ceca   | Unione Cristiana e Democratica - Partito Popolare Cecoslovacco                 | PPE       |
| Roberts Zīle                         | Lettonia    | Alleanza Nazionale                                                             | ECR       |
| Bernhard Zimniok                     | Germania    | Alternativa per la Germania                                                    | ID        |
| Kosma Złotowski                      | Polonia     | Diritto e Giustizia                                                            | ECR       |
| Juan Ignacio Zoido Álvarez           | Spagna      | Partito Popolare                                                               | PPE       |
| Carlos Zorrinho                      | Portogallo  | Partito Socialista                                                             | S&D       |
| Željana Zovko                        | Croazia     | Unione Democratica Croata                                                      | PPE       |
| Marco Zullo                          | Italia      | Movimento 5 Stelle                                                             | NI        |
| Milan Zver                           | Slovenia    | Partito Democratico Sloveno                                                    | PPE       |

1. 1 2 3  Gli europarlamentari Antoni Comín e Carles Puigdemont (Junts per Catalunya), nonché Oriol Junqueras (Sinistra Repubblicana di Catalogna) sono proclamati eletti in data 23.01.2020, con decorrenza dallo 02.07.2019.

## Modifiche nella composizione

### Europarlamentari uscenti ed entranti
| Uscente                       | Entrante                      | Stato       | Lista                                                           | Gruppo    | Data       |
| ----------------------------- | ----------------------------- | ----------- | --------------------------------------------------------------- | --------- | ---------- |
| Frans Timmermans              | Lara Wolters                  | Paesi Bassi | Partito del Lavoro                                              | S&D       | 04.07.2019 |
| Kyriakos Velopoulos           | Emmanouil Fragkos             | Grecia      | Soluzione Greca                                                 | ECR       | 10.07.2019 |
| André Jorge Dionísio Bradford | Isabel Carvalhais             | Portogallo  | Partito Socialista                                              | S&D       | 03.09.2019 |
| Roberto Gualtieri             | Nicola Danti                  | Italia      | Partito Democratico-Siamo Europei                               | S&D       | 05.09.2019 |
| Dubravka Šuica                | Sunčana Glavak                | Croazia     | Unione Democratica Croata                                       | PPE       | 01.12.2019 |
| Adina-Ioana Vălean            | Gheorghe-Vlad Nistor          | Romania     | Partito Nazionale Liberale                                      | PPE       | 02.12.2019 |
| Nicolas Schmit                | Marc Angel                    | Lussemburgo | Partito Operaio Socialista Lussemburghese                       | S&D       | 10.12.2019 |
| Karoline Edtstadler           | Christian Sagartz             | Austria     | Partito Popolare Austriaco                                      | PPE       | 23.01.2020 |
| Alyn Smith                    | Heather Anderson              | Regno Unito | Partito Nazionale Scozzese                                      | Verdi/ALE | 27.01.2020 |
| Matt Carthy                   | Chris Macmanus                | Irlanda     | Sinn Féin                                                       | GUE/NGL   | 06.03.2020 |
| Klaus Buchner                 | Manuela Ripa                  | Germania    | Partito Ecologico-Democratico                                   | Verdi/ALE | 16.07.2020 |
| Petra De Sutter               | Sara Matthieu                 | Belgio      | Verdi                                                           | Verdi/ALE | 08.10.2020 |
| Miriam Dalli                  | Cyrus Engerer                 | Malta       | Partito Laburista                                               | S&D       | 05.11.2020 |
| Clotilde Armand               | Vlad Gheorghe                 | Romania     | Unione Salvate la Romania                                       | RE        | 10.11.2020 |
| Mairead McGuinness            | Colm Markey                   | Irlanda     | Fine Gael                                                       | PPE       | 20.11.2020 |
| Cristian Ghinea               | Alin Mituța                   | Romania     | Partito della Libertà, dell'Unità e della Solidarietà           | RE        | 28.12.2020 |
| József Szájer                 | Ernő Schaller-Baross          | Ungheria    | Fidesz - Unione Civica Ungherese                                | NI        | 10.01.2021 |
| Kris Peeters                  | Tom Vandenkendelaere          | Belgio      | Cristiano-Democratici e Fiamminghi                              | PPE       | 25.01.2021 |
| Fredrick Federley             | Emma Wiesner                  | Svezia      | Partito di Centro                                               | RE        | 04.02.2021 |
| Kati Piri                     | Thijs Reuten                  | Paesi Bassi | Partito del Lavoro                                              | S&D       | 15.04.2021 |
| Derk Jan Eppink               | Michiel Hoogeveen             | Paesi Bassi | JA21                                                            | ECR       | 15.04.2021 |
| Ruža Tomašić                  | Ladislav Ilčić                | Croazia     | Crescita Croata                                                 | ECR       | 01.07.2021 |
| João Ferreira                 | João Pimenta Lopes            | Portogallo  | Partito Comunista Portoghese                                    | GUE/NGL   | 06.07.2021 |
| Sven Schulze                  | Karolin Braunsberger-Reinhold | Germania    | Unione Cristiano-Democratica di Germania                        | PPE       | 07.10.2021 |
| Johan Danielsson              | Ilan De Basso                 | Svezia      | Partito Socialdemocratico dei Lavoratori di Svezia              | S&D       | 13.12.2021 |
| Sven Giegold                  | Malte Gallée                  | Germania    | Alleanza 90/I Verdi                                             | Verdi/ALE | 22.12.2021 |
| Norbert Neuser                | Karsten Lucke                 | Germania    | Partito Socialdemocratico di Germania                           | S&D       | 11.01.2022 |
| David Maria Sassoli           | Camilla Laureti               | Italia      | Partito Democratico-Siamo Europei                               | S&D       | 12.01.2022 |
| Liesje Schreinemacher         | Catharina Rinzema             | Paesi Bassi | Partito Popolare per la Libertà e la Democrazia                 | RE        | 18.01.2022 |
| Evelyne Gebhardt              | René Repasi                   | Germania    | Partito Socialdemocratico di Germania                           | S&D       | 02.02.2022 |
| Tanja Fajon                   | Matjaž Nemec                  | Slovenia    | Socialdemocratici                                               | S&D       | 18.05.2022 |
| Chrysoula Zacharopoulou       | Max Orville                   | Francia     | Renaissance (Movimento Democratico)                             | RE        | 20.05.2022 |
| Joëlle Mélin                  | Eric Minardi                  | Francia     | Rassemblement National                                          | ID        | 29.07.2022 |
| Julie Lechanteux              | Patricia Chagnon              | Francia     | Rassemblement National                                          | ID        | 29.07.2022 |
| Hélène Laporte                | Marie Dauchy                  | Francia     | Rassemblement National                                          | ID        | 29.07.2022 |
| Manuel Bompard                | Marina Mesure                 | Francia     | La France Insoumise                                             | GUE/NGL   | 29.07.2022 |
| Pernando Barrena Arza         | Ana Miranda                   | Spagna      | Ahora Repùblicas (Blocco Nazionalista Galiziano)                | Verdi/ALE | 05.09.2022 |
| Manuel Pizarro                | João Albuquerque              | Portogallo  | Partito Socialista                                              | S&D       | 13.09.2022 |
| Luis Garicano                 | Eva Maria Poptcheva           | Spagna      | Ciudadanos                                                      | RE        | 15.09.2022 |
| Jytte Guteland                | Carina Ohlsson                | Svezia      | Partito Socialdemocratico dei Lavoratori di Svezia              | S&D       | 26.09.2022 |
| Costanze Krehl                | Matthias Ecke                 | Germania    | Partito Socialdemocratico di Germania                           | S&D       | 03.10.2022 |
| Bettina Vollath               | Theresa Bielowski             | Austria     | Partito Socialdemocratico d'Austria                             | S&D       | 10.10.2022 |
| Jessica Stegrud               | Johan Nissinen                | Svezia      | Democratici Svedesi                                             | ECR       | 11.10.2022 |
| Carlo Calenda                 | Achille Variati               | Italia      | Partito Democratico-Siamo Europei                               | S&D       | 09.11.2022 |
| Mara Bizzotto                 | Paola Ghidoni                 | Italia      | Lega                                                            | ID        | 09.11.2022 |
| Andrea Caroppo                | Elisabetta De Blasis          | Italia      | Lega                                                            | ID        | 09.11.2022 |
| Marco Dreosto                 | Matteo Gazzini                | Italia      | Lega                                                            | ID        | 09.11.2022 |
| Eleonora Evi                  | Maria Angela Danzì            | Italia      | Movimento 5 Stelle                                              | NI        | 09.11.2022 |
| Silvio Berlusconi             | Lara Comi                     | Italia      | Forza Italia                                                    | PPE       | 09.11.2022 |
| Antonio Tajani                | Alessandra Mussolini          | Italia      | Forza Italia                                                    | PPE       | 09.11.2022 |
| Raffaele Fitto                | Denis Nesci                   | Italia      | Fratelli d'Italia                                               | ECR       | 09.11.2022 |
| Lefteris Christoforou         | Eleni Stavoru                 | Cipro       | Raggruppamento Democratico                                      | PPE       | 02.11.2022 |
| Peter Kofod                   | Anders Vistisen               | Danimarca   | Partito Popolare Danese                                         | ID        | 22.11.2022 |
| Søren Gade                    | Bergur Løkke Rasmussen        | Danimarca   | Venstre                                                         | RE        | 22.11.2022 |
| Linea Søgaard-Lidell          | Erik Poulsen                  | Danimarca   | Venstre                                                         | RE        | 22.11.2022 |
| Simona Bonafè                 | Beatrice Covassi              | Italia      | Partito Democratico-Siamo Europei                               | S&D       | 06.12.2022 |
| Miroslav Číž                  | Katarína Roth Neveďalová      | Slovacchia  | Direzione - Socialdemocrazia                                    | S&D       | 30.12.2022 |
| Pierfrancesco Majorino        | Mercedes Bresso               | Italia      | Partito Democratico-Siamo Europei                               | S&D       | 06.04.2023 |
| Simona Renata Baldassarre     | Maria Veronica Rossi          | Italia      | Lega                                                            | ID        | 06.04.2023 |
| Luisa Regimenti               | Francesca Peppucci            | Italia      | Lega                                                            | ID        | 06.04.2023 |
| Laura Huhtasaari              | Pirkko Ruohonen-Lerner        | Finlandia   | Veri Finlandesi                                                 | ECR       | 12.04.2023 |
| Nikos Androulakis             | Nikos Papandreou              | Grecia      | Movimento per il Cambiamento (Movimento Socialista Panellenico) | S&D       | 03.05.2023 |
| Éric Andrieu                  | Christophe Clergeau           | Francia     | Partito Socialista                                              | S&D       | 02.06.2023 |
| Ismail Ertug                  | Thomas Rudner                 | Germania    | Partito Socialdemocratico di Germania                           | S&D       | 03.07.2023 |
| Álvaro Amaro                  | Carlos Coelho                 | Portogallo  | Partito Social Democratico                                      | PPE       | 07.07.2023 |
| Véronique Trillet-Lenoir      | Catherine Amalric             | Francia     | Renaissance (Partito Radicale)                                  | RE        | 10.08.2023 |
| Peter Van Dalen               | Anja Haga                     | Paesi Bassi | Unione Cristiana                                                | PPE       | 05.09.2023 |
| Adriana Maldonado López       | Laura Ballarín Cereza         | Spagna      | Partito Socialista Operaio Spagnolo                             | S&D       | 06.09.2023 |
| Esteban González Pons         | Ana Collado Jiménez           | Spagna      | Partito Popolare                                                | PPE       | 06.09.2023 |
| Agnès Evren                   | Laurence Sailliet             | Francia     | Union de la droite et du centre (I Repubblicani)                | PPE       | 24.09.2023 |
| Yannik Jadot                  | Lydie Massard                 | Francia     | Europe Écologie (Regioni e Popoli Solidali)                     | Verdi/ALE | 24.09.2023 |
| Simone Schmiedtbauer          | Wolfram Pirchner              | Austria     | Partito Popolare Austriaco                                      | PPE       | 17.10.2023 |
| Christophe Hansen             | Martine Kemp                  | Lussemburgo | Partito Popolare Cristiano Sociale                              | PPE       | 24.10.2023 |
| Michal Šimečka                | Jozef Mihál                   | Slovacchia  | PS - SPOLU (Indipendente)                                       | RE        | 26.10.2023 |
| Krzysztof Hetman              | Włodzimierz Karpiński         | Polonia     | Coalizione Europea (Indipendente)                               | PPE       | 16.11.2023 |
| Bartosz Arłukowicz            | Witold Pahl                   | Polonia     | Coalizione Europea (Piattaforma Civica)                         | PPE       | 16.11.2023 |
| Zbigniew Kuźmiuk              | Rafał Romanowski              | Polonia     | Diritto e Giustizia                                             | ECR       | 29.11.2023 |
| Ernest Urtasun                | Patricia Caro Maya            | Spagna      | Unidas Podemos (Podemos)                                        | GUE/NGL   | 30.11.2023 |
| Michèle Rivasi                | François Thiollet             | Spagna      | Unidas Podemos (Podemos)                                        | GUE/NGL   | 30.11.2023 |
| Sira Rego                     | Esther Sanz Selva             | Francia     | Europe Écologie (Europa Ecologia I Verdi)                       | Verdi/ALE | 30.11.2023 |
| Nicola Beer                   | Michael Kauch                 | Germania    | Partito Liberale Democratico                                    | RE        | 01.01.2024 |
| Radosław Sikorski             | Krzysztof Brejza              | Polonia     | Coalizione Europea (Piattaforma Civica)                         | PPE       | 03.01.2024 |
| Stéphane Séjourné             | Guy Lavocat                   | Francia     | Renaissance                                                     | RE        | 12.01.2024 |
| Helmut Geuking                | Niels Geuking                 | Germania    | Partito delle Famiglie di Germania                              | PPE       | 05.02.2024 |
| Esther De Lange               | Henk Jan Ormel                | Paesi Bassi | Appello Cristiano Democratico                                   | PPE       | 27.02.2024 |
| Erik Bergkvist                | Linus Glanzelius              | Svezia      | Partito Socialdemocratico dei Lavoratori di Svezia              | S&D       | 27.02.2024 |
| Malte Gallée                  | Jan Ovelgönne                 | Germania    | Alleanza 90/I Verdi                                             | Verdi/ALE | 12.03.2024 |
| Nuno Melo                     | Vasco Becker-Weinberg         | Portogallo  | CDS - Partito Popolare                                          | PPE       | 26.03.2024 |
| Marisa Matias                 | Anabela Rodrigues             | Portogallo  | Blocco di Sinistra                                              | GUE/NGL   | 26.03.2024 |
| Paulo Rangel                  | Ana Miguel Dos Santos         | Portogallo  | Partito Social Democratico                                      | PPE       | 02.04.2024 |
| José Manuel Fernandes         | Teófilo Santos                | Portogallo  | Partito Social Democratico                                      | PPE       | 02.04.2024 |
| Maria Da Graça Carvalho       | Vânia Neto                    | Portogallo  | Partito Social Democratico                                      | PPE       | 02.04.2024 |
| Cláudia Monteiro De Aguiar    | Ricardo Morgado               | Portogallo  | Partito Social Democratico                                      | PPE       | 05.04.2024 |
| Dace Melbārde                 | Ansis Pūpols                  | Lettonia    | Alleanza Nazionale                                              | ECR       | 14.05.2024 |
| Petri Sarvamaa                | Eija-Riitta Korhola           | Finlandia   | Partito di Coalizione Nazionale                                 | PPE       | 01.06.2024 |
| Iskra Mihaylova               | –                             | Bulgaria    | Movimento per i Diritti e le Libertà                            | –         | –          |
| Atidzhe Alieva-Veli           | –                             | Bulgaria    | Movimento per i Diritti e le Libertà                            | –         | –          |

### Europarlamentari subentranti per effetto della Brexit
- Europarlamentari entrati in carica il 1º febbraio 2020, in seguito all'uscita del Regno Unito dall'Unione europea.

| Europarlamentare             | Stato       | Lista                                                                 | Gruppo    |
| ---------------------------- | ----------- | --------------------------------------------------------------------- | --------- |
| Alviina Alametsä             | Finlandia   | Lega Verde                                                            | Verdi/ALE |
| Barry Andrews                | Irlanda     | Fianna Fáil                                                           | RE        |
| Sergio Berlato               | Italia      | Fratelli d'Italia                                                     | ECR       |
| Ilana Cicurel                | Francia     | Renaissance                                                           | RE        |
| Deirdre Clune                | Irlanda     | Fine Gael                                                             | PPE       |
| Jakop Dalunde                | Svezia      | Partito Ambientalista i Verdi                                         | Verdi/ALE |
| Marcel De Graaff             | Paesi Bassi | Partito per la Libertà                                                | ID        |
| Margarita De La Pisa Carrión | Spagna      | Vox                                                                   | ECR       |
| Salvatore De Meo             | Italia      | Forza Italia                                                          | PPE       |
| Sandro Gozi                  | Francia     | Renaissance                                                           | RE        |
| Bart Groothuis               | Paesi Bassi | Partito Popolare per la Libertà e la Democrazia                       | RE        |
| Claude Gruffat               | Francia     | Europe Écologie                                                       | Verdi/ALE |
| Romana Jerković              | Croazia     | Partito Socialdemocratico di Croazia                                  | S&D       |
| Jean-Lin Lacapelle           | Francia     | Rassemblement National                                                | ID        |
| Miriam Lexmann               | Slovacchia  | Movimento Cristiano-Democratico                                       | PPE       |
| Gabriel Mato                 | Spagna      | Partito Popolare                                                      | PPE       |
| Nora Mebarek                 | Francia     | Envie d'Europe écologique et sociale (Partito Socialista)             | S&D       |
| Victor Negrescu              | Romania     | Partito Social Democratico                                            | S&D       |
| Clara Ponsatí Obiols         | Spagna      | Junts per Catalunya                                                   | NI        |
| Dorien Rookmaker             | Paesi Bassi | Forum per la Democrazia (poi Realisme & Daadkracht e Meer Democratie) | NI        |
| Marcos Ros Sempere           | Spagna      | Partito Socialista Operaio Spagnolo                                   | S&D       |
| Vincenzo Sofo                | Italia      | Lega                                                                  | ID        |
| Linea Søgaard-Lidell         | Danimarca   | Venstre                                                               | RE        |
| Dominik Tarczyński           | Polonia     | Diritto e Giustizia                                                   | ECR       |
| Riho Terras                  | Estonia     | Patria                                                                | PPE       |
| Adrián Vázquez Lázara        | Spagna      | Ciudadanos                                                            | RE        |
| Thomas Waitz                 | Austria     | I Verdi                                                               | Verdi/ALE |